# Empar Marco
Empar Marco Estellés (Godella, 1959) es una periodista y filóloga española. De  2017 a 2020 fue Directora General de la Corporación Valenciana de Medios de Comunicación —ente que sucede a Radiotelevisión Valenciana—, aunque el Tribunal Superior de Justicia de la Comunidad Valenciana anuló su nombramiento a posteriori. Ha sido durante más de veintidós años corresponsal o delegada en la Comunidad Valenciana de diferentes medios escritos o audiovisuales como TV3, y es coautora del libro "Vertigen", sobre el cierre de RTVV y el crecimiento de la extrema derecha en Europa.

## Trayectoria
Es licenciada en filología por la Universidad de Valencia además de cursar tres cursos de la licenciatura de Periodismo en el CEU San Pablo de Valencia. Trabajó durante casi una década como funcionaria de la Diputación de Valencia, como asesora lingüística y traductora-correctora (1979-1984), y de la Generalidad Valenciana, donde fue responsable del Centro de Información de la Mujer (1984-1986) y asesora lingüística del servicio de Patrimonio de la Consejería de Cultura (1986-1988). En 1989 fue coautora de las normas de estilo y del estándar lingüístico de RTVV, donde en 1989 trabajó también como asesora de doblajes. En agosto de 1989 empezó a trabajar en RTVV, primero como asesora lingüística en Radio 9 y posteriormente (1991-1992) como periodista-redactora en la radio autonómica. De 1993 a 1994 fue redactora jefa de la revista DISE y en 1994 fue nombrada delegada del diario Avui y corresponsal de Catalunya Radio en la Comunidad Valenciana y de 2000 a 2002 fue la delegada del periódico La Vanguardia. En 2003 fue redactora en la delegación de TV3 en Valencia, y desde 2004 hasta 2016 fue delegada de TV3 en la Comunidad Valenciana. También ha colaborado con medios como la revista 'Métode' de divulgación científica de la Universidad de Valencia, del diario electrónico 'Araomai', del semanario 'El Temps', del periódico El País, del diario electrónico 'Vilaweb' y del Boletín del Centro de Documentación y Solidaridad con América Latina y África (CEDSALA).
Comprometida con los medios de comunicación públicos y la defensa de la profesión periodística, entre 2004 y 2007 formó parte de la ejecutiva de la Unió de Periodistes Valencians.
En 2014, junto con Esperança Camps, publicó Vertigen, novelando el cierre de Radiotelevisión Valenciana a través de los ojos de un periodista griego que llega a Valencia "en uno de los momentos más convulsos".
El 2 de marzo de 2017 fue nombrada Directora General de la Corporación Valenciana de Medios de Comunicación —ente sucesor de Radiotelevisión Valenciana—. Su proyecto se impuso al de Josep Ramon Lluch, en un proceso en el que el proyecto supuso un 60 % el currículum vitae, los méritos un 30 %, y la entrevista un 10 %. Tras nueve votaciones logró el mínimo de seis de los nueve votos del consejo rector.
El 6 de marzo de 2020 dejó de ser la máxima responsable de la cadena pública, tras tres años y después de haber vuelto a poner en marcha el servicio público de radiotelevisión y completar su mandato. Fue sucedida por Alfred Costa.
En septiembre de 2020 el Tribunal Superior de Justicia de la Comunidad Valenciana anuló el nombramiento de Empar Marco como directora general de À Punt por irregularidades en el proceso de selección.